# Culex kummi
Culex kummi är en tvåvingeart som beskrevs av William H.W. Komp och Rozeboom 1951. Culex kummi ingår i släktet Culex och familjen stickmyggor. Inga underarter finns listade i Catalogue of Life.